# Textil légcsatorna
A textil légcsatorna (a köznyelvben zsákos klíma, zoknicsatorna; angolul textile duct, fabric duct, sock duct) a hagyományos spirálkorcolt lemez légcsatorna, a hozzátartozó befúvó rács és párazáró szigetelés használatának együttes kiváltására született, számtalan előnnyel rendelkező esztétikus alternatíva.
A textil légcsatorna anyaga ipari textil PE, PU vagy PVC belső bevonattal, amelynek a tömege 150-500 g/m² között változhat. 
A légcsatorna átmérője akár 1 méter feletti is lehet, hossza akár több tíz méter, perforációi mérete 0,1 mm-től akár a pár centiméterig terjedhet.

## Változatai
Alapvetően kétféle textil légcsatorna változatot különböztetnek meg:
1. felületen légáteresztő anyagú
2. felületen nem légáteresztő anyagú (ipari környezethez ajánlott)

Keresztmetszetének alakja:
- kör
- félkör
- negyedkör

(merevítéssel vagy nélküle)
Függesztés (melyek átmérő és telepítési környezet függvényei):
- szimpla sínes
- dupla sínes
- szimpla sodronyos
- dupla sodronyos

## Felhasználási területek

### Ipar
- Tisztaterek
- Üzemek
- Gyártósorok sori avagy „zónahűtése”
- Raktár
- Élelmiszer üzem

### Lakossági felhasználás
- Bevásárlóközpontok, üzletek, autószalonok stb
- Uszodák
- Éttermek
- Aulák